# Breno Lopes
Breno Henrique Vasconcelos Lopes (ur. 24 stycznia 1996 w Belo Horizonte) – brazylijski piłkarz występujący na pozycji skrzydłowego, od 2020 roku zawodnik Palmeiras.